# Protexarnis subuniformis
Protexarnis subuniformis là một loài bướm đêm trong họ Noctuidae.